# Copa Airlines Colombia
Copa Airlines Colombia (wcześniej: Aero República) – kolumbijska linia lotnicza z siedzibą w Bogocie zarządzana przez panamski holding lotniczy Copa Airlines. Głównym węzłem jest port lotniczy Bogota-El Dorado.
Od marca 2020 linia nie dysponuje żadnymi własnymi samolotami, a przeloty na trasach są realizowane przez maszyny z Copa Airlines.